# 惠山市

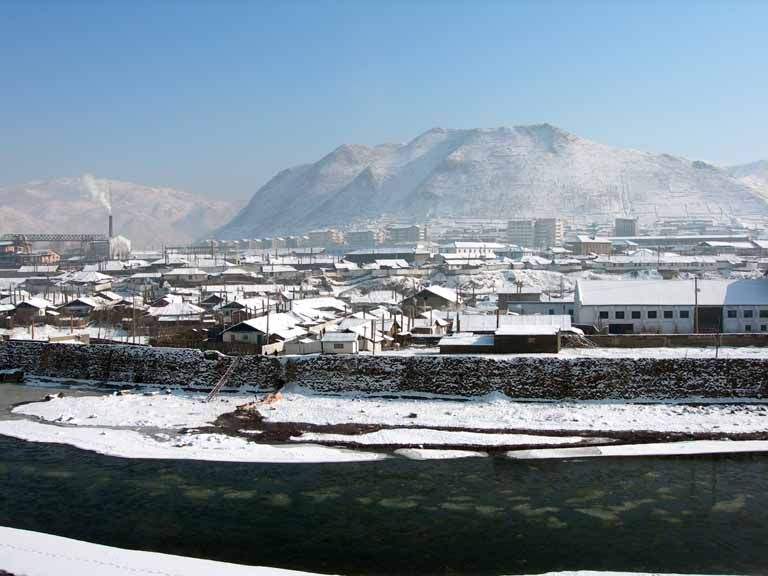
惠山市冬季

惠山市（朝鲜语：／ Hyesan si */?）位於朝鮮民主主義人民共和國兩江道北部內陸的高原地帶，隔鴨綠江與中國吉林省長白县相望，面積約14,317平方公里。

## 歷史
該市原屬甲山郡，1954年兩江道建立後成為其道府。

## 市貌
2005年正在修建現代化劇場，街道和公路也面目一新。設有白頭山地區體育村，佔地面積約2,480,000平方米。

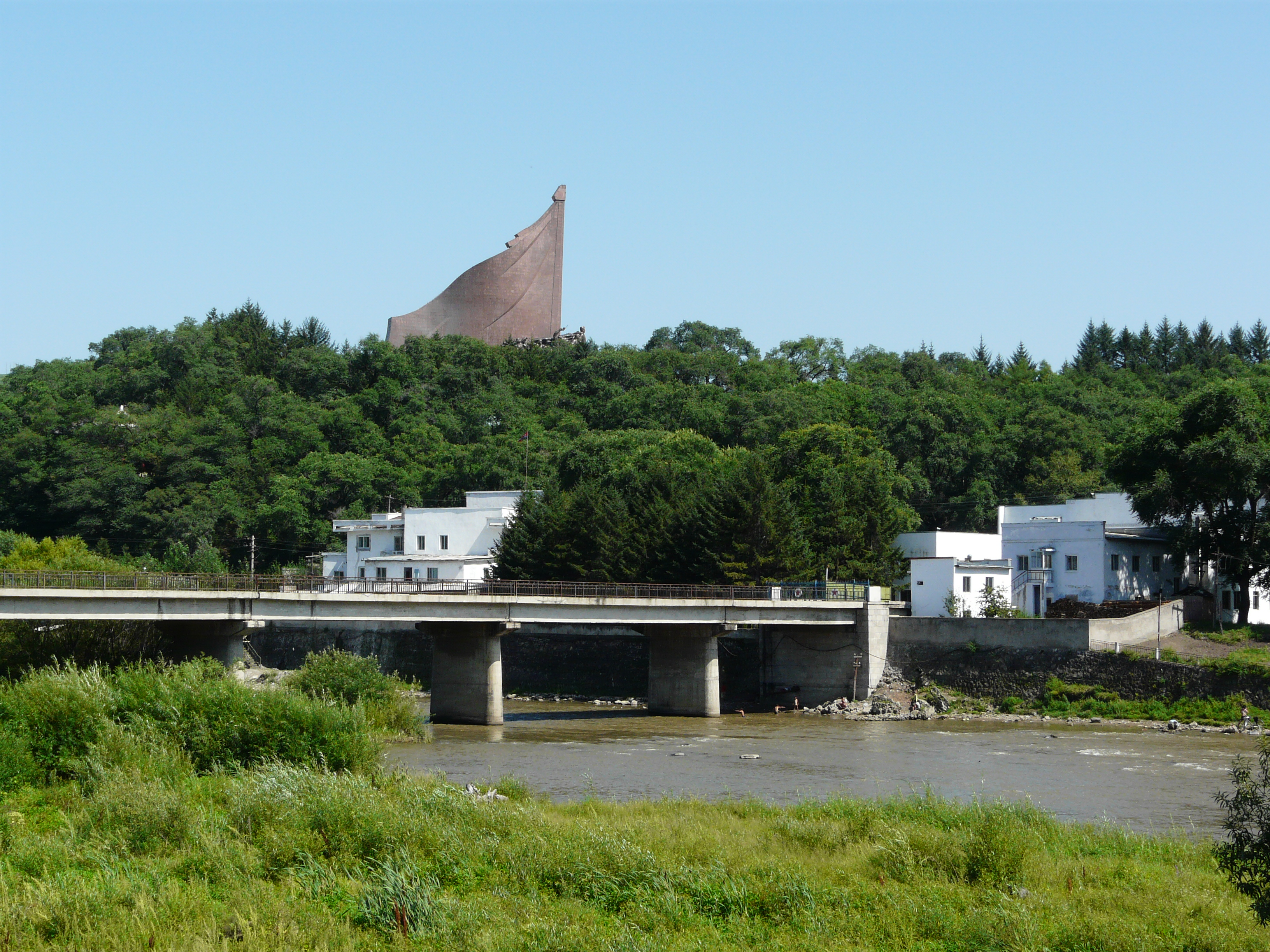
連結惠山與中國吉林省長白朝鮮族自治縣的長惠國際大橋

## 名稱的典故
「惠山市」附近多山，自古民眾依山渡日，多受其「惠」，因此得名「惠山」。

## 行政區域
惠山洞、惠灘洞、惠化洞、惠明洞、惠新洞、塔城洞、城後洞

## 氣候
- 大陸性氣候特徵較為顯著。在1915年，曾經錄得攝氏-42度的極端低溫記錄。
- 全年平均溫度為攝氏2.7度；全年均降雨量是596.9毫米。

## 工業
- 由於兩江道擁有豐富的森林資源，它擁有發達的林木工業、農業、造紙、紡織業等工業。
- 惠山青年銅礦是亞洲第一大銅礦床，出產的銅礦石品位最高20%，平均亦達1.6%。開採成本每公噸不到15美元，毛利為每噸1,000多美元。該礦年產能大約為600,000公噸。

## 交通
航空
- 惠山飛行場提供空中運輸服務。

鐵路
- 白頭山青年線及三池淵線等電氣化鐵路通行全朝鮮的各大主要城市。

公路
- 通過長約200米的長惠國際大橋可以到達中華人民共和國的吉林省之白山市，其間有國際公路客車營運。1999年的過境貨量為64,000公噸。
- 通往普天郡、三水郡及甲山郡的公路。至「普天郡」約24公里；至「三地淵郡」約46公里；後再轉到天池的東坡約48公里，全程合共約118公里。

## 民風
鴨綠江的水只有幾十米寬，最窄處還不過十幾米，水深剛好過膝，惠山市的民眾喜歡在江邊洗滌衣物，有的還會在江中心走來走去。

## 觀光
- 市內觀光熱點：
  - 掛弓亭
  - 啤酒花種植場
  - 普天堡戰鬥勝利紀念塔
  - 兩江道事跡館
  - 惠山飯店（二級、4層供應40間房）
  - 鴨綠閣飯店

- 鄰近地區的觀光熱點：
  - 長白山（朝鮮稱：白頭山）
  - 天池
  - 內曲溫泉
  - 天池院
  - 三池淵文化會館

## 特產
- 惠山啤酒花：因具有柔和的香氣而成為啤酒生產中最好的原料。同時廣泛用於製造餅乾和製藥工業。啤酒花果實含有香味（精油：0.3-1%）、苦味（樹脂：16-26%）、清爽味（丹寧：2-5%）等多種成分。莖部長約10厘米，葉子的頂端長滿刺，夏季開松球模樣的黃綠色花。

## 高等院校
- 惠山藝術大學
- 兩江工業大學
- 惠山農林大學
- 惠山醫科大學